# Cervona Poleana, Hornostaiivka
Cervona Poleana (în ucraineană Червона Поляна) este localitatea de reședință a comunei Cervona Poleana din raionul Hornostaiivka, regiunea Herson, Ucraina.

## Demografie
Componența lingvistică a localității Cervona Poleana
     Ucraineană (93,41%)
     Rusă (4,58%)
     Alte limbi (0,57%)
Conform recensământului din 2001, majoritatea populației localității Cervona Poleana era vorbitoare de ucraineană (93,41%), existând în minoritate și vorbitori de rusă (4,58%) și armeană (1,43%).